# Kawasaki GTR 1000
De Kawasaki GTR 1000 is een toermotor van het merk Kawasaki, voor het eerst op de markt gekomen in 1986.
De laatste lichting Kawasaki GTR 1000 is geleverd in 2003 met de Fabriekscode A 18. Hij is voor het laatst geproduceerd, alleen voor de Amerikaanse markt tot en met 2005 met de fabriekscode A 20.
Bij zijn introductie was de Kawasaki GTR 1000 een interessante machine, die voor groottoeristen belangrijke elementen als cardanaandrijving een redelijk motorvermogen en een goede toerkuip had. Vooral de cardanaandrijving was zeldzaam maar zeer gewild.
In latere jaren liep de GTR 1000 echter steeds meer achterstand op doordat de machine niet werd doorontwikkeld. Er was steeds meer vraag naar ABS, verstelbare ruiten, handvatverwarming en ergonomiepakketten. De Kawasaki ontbeerde deze echter en er kwam jarenlang ook geen opvolger, ondanks geruchten in 1999 (GTR 1100), 2000 (GTR 1200) en 2005 (GTR 1400). Deze laatste is inmiddels op de markt gekomen.

## Specificaties

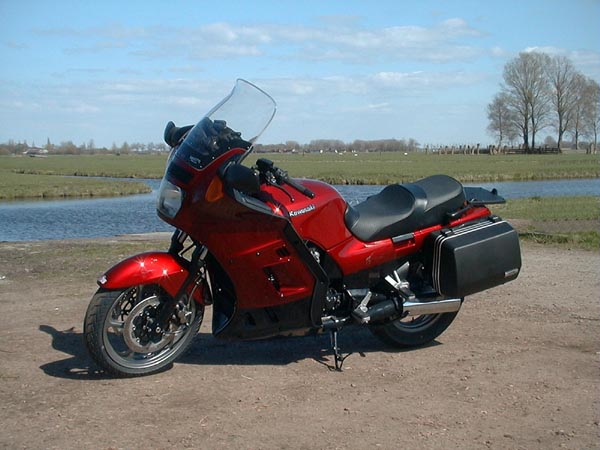
Kawasaki GTR 1000

| Model            | Kawasaki GTR 1000 |
| Bouwjaar         | 1986-2003         |
| Aantal cilinders | 4 (lijnmotor)     |
| Cilinderinhoud   | 997 cc            |
| Vermogen         | 81 kW (110 pk)    |
| Koelsysteem      | Vloeistofkoeling  |
| Tankinhoud       | 28.5 liter        |
| Topsnelheid      | 215 km/uur        |